# 2074 Shoemaker
A 2074 Shoemaker (ideiglenes jelöléssel 1974 UA) egy marsközeli kisbolygó. Eleanor F. Helin fedezte fel 1974. október 17-én.